# Melitaea latefasciata
Melitaea latefasciata är en fjärilsart som beskrevs av Vorbrodt och Müller-rutz 1916. Melitaea latefasciata ingår i släktet Melitaea och familjen praktfjärilar. Inga underarter finns listade i Catalogue of Life.